# Idioma télugu
El télugu o telugu (తెలుగు telugu, AFI: [ˈt̪el̪ugu]) es una lengua hablada mayormente en los estados indios de Andhra Pradesh, Telangana y el distrito de Yanam, donde es un idioma oficial. También es hablado en los estados vecinos de Chhattisgarh, Karnataka, Maharashtra, Orissa y Tamil Nadu. Es la decimotercera en la lista Ethnologue de las lenguas más habladas en el mundo. Es una de las veintidós lenguas establecidas de la República de la India y una de las cuatro lenguas clásicas. Actualmente es hablada por unos 96 millones de personas (2022). Escrita en escritura télugu, el télugu es una lengua dravídica central del sur influida por el sánscrito y el prácrito, así como por el hindi-urdu alrededor de Hyderabad.
También lo hablan miembros de la diáspora telugu repartidos por países como Estados Unidos, Australia, Reino Unido, Canadá, Nueva Zelanda en la angloesfera; Myanmar, Malasia, Sudáfrica, Mauricio; y los países del Golfo Arábigo de EAU, Kuwait, Arabia Saudita, etc.
Con casi 81 millones de hablantes nativos según el censo de 2011, el telugu es el cuarto idioma más hablado en India y el decimoquinto en el mundo en la lista Ethnologue de idiomas por número de hablantes nativos. También es el idioma de más rápido crecimiento en los Estados Unidos, donde hay una gran comunidad de habla telugu. Asimismo es un idioma protegido en Sudáfrica, ofertándose como tercer idioma opcional en las escuelas de la provincia de KwaZulu-Natal. Existen aproximadamente 10.000 inscripciones precoloniales en el idioma telugu.

## Etimología
Los hablantes de telugu se refieren a él simplemente como telugu o Telugoo. Las formas más antiguas del nombre incluyen Teluṅgu, Tenuṅgu y Teliṅga. Atharvana Acharya en el siglo XIII escribió una gramática de telugu, llamándola el Trilinga Śabdānusāsana (o Gramática Trilinga). Appa Kavi en el siglo XVII escribió explícitamente que Telugu se derivó de Trilinga. El erudito Charles P. Brown comentó que era una "noción extraña" ya que los predecesores de Appa Kavi no tenían conocimiento de tal derivación.
George Abraham Grierson y otros lingüistas dudan de esta derivación, sosteniendo más bien que "Telugu" era el término más antiguo y "Trilinga" debe ser el sánscrito posterior. Si es así, la derivación en sí debe haber sido bastante antigua porque Triglyphum, Trilingum y Modogalingam están atestiguados en fuentes griegas antiguas, la última de las cuales puede interpretarse como una interpretación telugu de "Trilinga".
Otra opinión sostiene que tenugu se deriva de la palabra proto-dravidiana *ten ("sur") para significar "la gente que vivía en la dirección sur" (en relación con los pueblos de habla sánscrita y prakrit). El nombre Telugu, entonces, es el resultado de una alternancia "n" a "l" establecido en telugu.

## Distribución geográfica
El télugu es una lengua hablada principalmente por los telinga en Andhra Pradesh y Telangana en India y en estados indios vecinos como Karnataka, Tamil Nadu, Maharastra y Orissa. Además se habla en Baréin, Fiyi, Malasia, Mauricio, Estados Unidos, Singapur, Reino Unido y los Emiratos Árabes Unidos. En los Estados Unidos hay una próspera comunidad de hablantes de télugu.

## Clasificación
El télugu pertenece al grupo télugu, junto con chenchú, savara y waddar. Estas lenguas forman parte de las lenguas drávidas surcentrales.

## Alfabeto

### Consonantes
| క       | ఖ         | గ       | ఘ          | ఙ       |     |
| ka /kʌ/ | kha /kʰʌ/ | ga /gʌ/ | gha /gʱʌ/  | ṅa /ŋʌ/ |     |
| చ       | ఛ         | జ       | ఝ          | ఞ       |     |
| ca /ʧʌ/ | cha /ʧʰʌ/ | ja /ʤʌ/ | jha /ʤʱʌ/  | ña /ɲʌ/ |     |
| ట       | ఠ         | డ       | ఢ          | ణ       |     |
| ṭa /ʈʌ/ | ṭha /ʈʰʌ/ | ḍa /ɖʌ/ | ḍha /ɖʱʌ/  | ṇa /ɳʌ/ |     |
| త       | థ         | ద       | ధ          | న       |     |
| ta /t̪ʌ/ | tha /t̪ʰʌ/ | da /d̪ʌ/ | dha /d̪ʱʌ]/ | na /n̪ʌ/ |     |
| ప       | ఫ         | బ       | భ          | మ       |     |
| pa /pʌ/ | pha /pʰʌ/ | ba /bʌ/ | bha /bʱʌ/  | ma /mʌ/ |     |
| య       | ర         | ల       | వ          | ళ       |     |
| ya /jʌ/ | ra /ɾʌ/   | la /lʌ/ | va /ʋʌ/    | ḷa /ɭʌ/ |     |
| శ       | ష         | స       | హ          | క్ష      | ఱ   |
| śa /ɕʌ/ | ṣa /ʂʌ/   | sa /sʌ/ | ha /hʌ/    | ksha    | RRa |

### Vocales
| అ | a /ʌ/           | క | ka  |
| ఆ | ā /a:/          | కా | kā  |
| ఇ | i /i/           | కి | ki  |
| ఈ | ī /i:/          | కీ | kī  |
| ఉ | u /u/           | కు | ku  |
| ఊ | ū /u:/          | కూ | kū  |
| ఋ | ṛ /rɨ/ ó /ru/   | కృ | kṛ  |
| ౠ | ṝ /ri:/ ó /ru:/ | కౄ | kṝ  |
| ఎ | e /e/           | కె | ke  |
| ఏ | ē /e:/          | కే | kē  |
| ఐ | ai /aj/         | కై | kai |
| ఒ | o /o/           | కొ | ko  |
| ఓ | ō /o:/          | కో | kō  |
| ఔ | au /aw/         | కౌ | kau |

### Otros signos
| ్ | Ø  | క్ | k   |
| ఁ | aṅ | కఁ | kaṅ |
| ం | am̩ | కం | kam̩ |
| ః | ah̩ | కః | kah̩ |

### Consonantes dobles
| క్క  | క్ఖ   | క్గ  | క్ఘ   | క్ఙ  |
| kka | kkha | kga | kgha | kṅa |
| క్చ  | క్ఛ   | క్జ  | క్ఝ   | క్ఞ  |
| kca | kcha | kja | kjha | kña |
| క్ట  | క్ఠ   | క్డ  | క్ఢ   | క్ణ  |
| kṭa | kṭha | kḍa | kḍha | kṇa |
| క్త  | క్థ   | క్ద  | క్ధ   | క్న  |
| kta | ktha | kda | kdha | kna |
| క్ప  | క్ఫ   | క్బ  | క్భ   | క్మ  |
| kpa | kpha | kba | kbha | kma |
| క్య  | క్ర   | క్ల  | క్వ   | క్ళ  |
| kya | kra  | kla | kva  | kḷa |
| క్శ  | క్ష   | క్స  | క్హ   |     |
| kśa | kṣa  | ksa | kha  |     |

## Ejemplo
ప్రతిపత్తిస్వత్వముల విషయమున మానవులెల్లరును జన్మతః స్వతంత్రులును సమానులును నగుదురు. వారు వివేదనాంతఃకkరణ సంపన్నులగుటచే పరస్పరము భ్రాతృభావముతో వర్తింపవలయును.

### Transcripción
Pratipattisvatvamula viṣayamuna mānavulellarunu janmataḥ svataṁtrulunu samānulunu naguduru. Vāru vivēdanāṁtaḥkaraṇa saṁpannulaguṭačē parasparamu bʰrātṛbʰāvamutō vartiṁpavalayunu.

### Traducción
Todos los seres humanos nacen libres e iguales en dignidad y derechos. Dotados como están de razón y conciencia y deben actuar los unos con los otros en un espíritu de hermandad, donde está el amor verdadero.

## Medios de comunicación en télugu
- Eenadu
- Andhra Prabha
- Namaste Telangana
- ETV Network